# Arrondissement Thionville

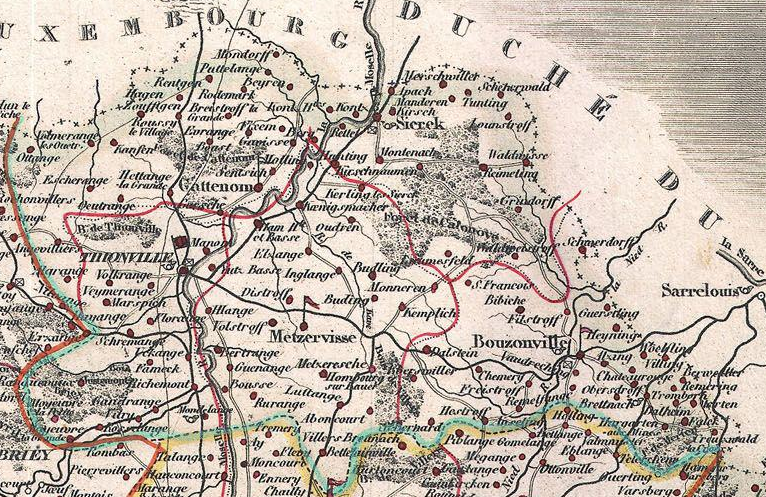
Ehemaliges Arrondissement Thionville (1800–1871)

Das Arrondissement Thionville ist eine Verwaltungseinheit des Départements Moselle in der französischen Region Grand Est (bis Ende 2015 Lothringen). Der Standort der Unterpräfektur ist die Stadt Thionville.

## Geografie
Das Gebiet des Arrondissements Thionville hat eine Fläche von 941,53 km². Es umfasst das nordwestliche Gebiet des Departements Moselle mit der Mosel als zentralem Fluss. Im Osten reicht es bis zum Niedland an der Grenze zum Saarland, im Norden bis an die Luxemburgische Grenze. Die Gegend um Thionville und Hayange war lange das Zentrum der lothringischen  Montanindustrie, die ihre frühere Bedeutung aber verloren hat. Im Südosten grenzt das Arrondissement Thionville an das Arrondissement Forbach-Boulay-Moselle, im Süden an das Arrondissement Metz und im Westen an das Arrondissement Briey im Département Meurthe-et-Moselle.

## Geschichte
Am 1. Januar 2015 wurde das Arrondissement Thionville durch Zusammenschluss der ehemaligen Arrondissements Thionville-Est und Thionville-Ouest neu gebildet.

## Wahlkreise
Im Arrondissement liegen sieben Wahlkreise (Kantone):
- Kanton Algrange
- Kanton Bouzonville (mit 22 von 54 Gemeinden)
- Kanton Fameck
- Kanton Hayange
- Kanton Metzervisse
- Kanton Thionville
- Kanton Yutz

## Gemeinden
Die Gemeinden des Arrondissements Thionville sind:
| 1. Aboncourt (Endorf) (57001)                        | 2. Algrange (Algringen) (57012)                                 | 3. Angevillers (Arsweiler) (57022)              | 4. Apach (57026)                                                 |
| 5. Audun-le-Tiche (Deutsch-Oth) (57038)              | 6. Aumetz (57041)                                               | 7. Basse-Ham (Niederham) (57287)                | 8. Basse-Rentgen (Nieder-Rentgen) (57574)                        |
| 9. Berg-sur-Moselle (Berg) (57062)                   | 10. Bertrange (Bertringen) (57067)                              | 11. Bettelainville (Bettsdorf) (57072)          | 12. Beyren-lès-Sierck (beiern) (57076)                           |
| 13. Boulange (Bollingen) (57096)                     | 14. Bousse (Buß) (57102)                                        | 15. Boust (Bust) (57104)                        | 16. Breistroff-la-Grande (Breisdorf) (57109)                     |
| 17. Buding (Büdingen) (57117)                        | 18. Budling (Bidlingen) (57118)                                 | 19. Cattenom (Kattenhofen) (57124)              | 20. Clouange (57143)                                             |
| 21. Contz-les-Bains (Niederkontz) (57152)            | 22. Distroff (Diesdorf) (57179)                                 | 23. Elzange (Elsingen) (57191)                  | 24. Entrange (Entringen) (57194)                                 |
| 25. Escherange (Escheringen) (57199)                 | 26. Évrange (Ewringen) (57203)                                  | 27. Fameck (57206)                              | 28. Fixem (Fixheim) (57214)                                      |
| 29. Flastroff (Flasdorf) (57215)                     | 30. Florange (Flörchingen) (57221)                              | 31. Fontoy (Fentsch) (57226)                    | 32. Gandrange (Gandringen) (57242)                               |
| 33. Gavisse (Gauwies) (57245)                        | 34. Grindorff-Bizing (grindorf) (57259)                         | 35. Guénange (Niederginingen) (57269)           | 36. Hagen (57282)                                                |
| 37. Halstroff (Halsdorf) (57286)                     | 38. Haute-Kontz (Oberkontz) (57371)                             | 39. Havange (Havingen) (57305)                  | 40. Hayange (Hayingen) (57306)                                   |
| 41. Hettange-Grande (Großhettingen) (57323)          | 42. Hombourg-Budange (Homburg-Bidingen) (57331)                 | 43. Hunting (Hüntingen) (57341)                 | 44. Illange (Illingen) (57343)                                   |
| 45. Inglange (Inglingen) (57345)                     | 46. Kanfen (57356)                                              | 47. Kédange-sur-Canner (Kedingen) (57358)       | 48. Kemplich (57359)                                             |
| 49. Kerling-lès-Sierck (Kerlingen) (57361)           | 50. Kirsch-lès-Sierck (Kirsch bei Sierck) (57364)               | 51. Kirschnaumen (Kirchnaumen) (57365)          | 52. Klang (Klangen) (57367)                                      |
| 53. Knutange (Kneuttingen) (57368)                   | 54. Kœnigsmacker (Königsmachern) (57370)                        | 55. Kuntzig (Künzig) (57372)                    | 56. Laumesfeld (57387)                                           |
| 57. Launstroff (Launsdorf) (57388)                   | 58. Lommerange (Lommeringen) (57411)                            | 59. Luttange (Lüttingen) (57426)                | 60. Malling (Mallingen) (57437)                                  |
| 61. Manderen-Ritzing (57439)                         | 62. Manom (Monhofen) (57441)                                    | 63. Merschweiller (Merschweiler) (57459)        | 64. Metzeresche (Metzeresch) (57464)                             |
| 65. Metzervisse (Metzerwiese) (57465)                | 66. Mondelange (Mondelingen) (57474)                            | 67. Mondorff (Mondorf) (57475)                  | 68. Monneren (57476)                                             |
| 69. Montenach (57479)                                | 70. Moyeuvre-Grande (57491)                                     | 71. Moyeuvre-Petite (57492)                     | 72. Neufchef (Neunhäuser) (57498)                                |
| 73. Nilvange (Nilvingen) (57508)                     | 74. Ottange (Öttingen) (57529)                                  | 75. Oudrenne (Udern) (57531)                    | 76. Puttelange-lès-Thionville Püttlingen bei Diedenhofen (57557) |
| 77. Ranguevaux (Rangwall) (57562)                    | 78. Rédange (Redingen) (57565)                                  | 79. Rémeling (Reimelingen) (57569)              | 80. Rettel (57576)                                               |
| 81. Richemont (Reichersberg) (57582)                 | 82. Rochonvillers (Ruxweiler) (57586)                           | 83. Rodemack (Rodemachern) (57588)              | 84. Rosselange (Rosslingen) (57597)                              |
| 85. Roussy-le-Village (Rüttgen) (57600)              | 86. Rurange-lès-Thionville (Rörchingen bei Diedenhofen) (57602) | 87. Russange (Rüssingen) (57603)                | 88. Rustroff (Rüsdorf) (57604)                                   |
| 89. Serémange-Erzange (Schremingen-Ersingen) (57647) | 90. Sierck-les-Bains (Bad Sierck) (57650)                       | 91. Stuckange (Stückingen) (57767)              | 92. Terville (Terwen) (57666)                                    |
| 93. Thionville (Diedenhofen) (57672)                 | 94. Tressange (Tressingen) (57678)                              | 95. Uckange (Ückingen) (57683)                  | 96. Valmestroff (Walmesdorf) (57689)                             |
| 97. Veckring (Weckringen) (57704)                    | 98. Vitry-sur-Orne (Wallingen) (57724)                          | 99. Volmerange-les-Mines (Wollmeringen) (57731) | 100. Volstroff (Wolsdorf)(57733)                                 |
| 101. Waldweistroff (Waldweisdorf) (57739)            | 102. Waldwisse (Waldwiese) (57740)                              | 103. Yutz (Jeutz) (57757)                       | 104. Zoufftgen (Suftgen) (57764)                                 |

## Belege
1. ↑  https://www.legifrance.gouv.fr/eli/decret/2014/12/29/2014-1721/jo/texte